# Viktor Brandt
Viktor Brandt (ur. 8 lipca 1999 w Karlstad) – szwedzki biathlonista, złoty medalista mistrzostw świata.
Po raz pierwszy na arenie międzynarodowej pojawił się w 2017 roku, startując na mistrzostwach świata juniorów w Osrblie. Zajął tam 73. miejsce w biegu indywidualnym i 70. w sprincie. Na rozgrywanych cztery lata później mistrzostwach świata juniorów w Obertilliach zajął 26. miejsce w sprincie i 9. w sztafecie.
W Pucharze Świata zadebiutował 5 grudnia 2015 roku w Östersund, zajmując 47. miejsce w biegu indywidualnym. Pierwsze punkty w zawodach tego cyklu zdobył 18 stycznia 2024 roku w Rasen-Antholz, gdzie zajął 32. miejsce w tej samej konkurencji.
Na mistrzostwach świata w Novym Měscie w 2024 roku wspólnie z Jesperem Nelinem, Martinem Ponsiluomą i Sebastianem Samuelssonem zdobył złoty medal w sztafecie. W pozostałych startach zajął tam 24. miejsce w sprincie i 33. miejsce w biegu pościgowym.

## Osiągnięcia

### Mistrzostwa świata
| Rok  | Miejscowość | Konkurencje | Konkurencje | Konkurencje | Konkurencje | Konkurencje | Konkurencje | Konkurencje |
| Rok  | Miejscowość | IN          | SP          | PU          | MS          | RL          | MR          | SR          |
| ---- | ----------- | ----------- | ----------- | ----------- | ----------- | ----------- | ----------- | ----------- |
| 2024 | Nové Město  | –           | 24.         | 33.         | –           | 1.          | –           | –           |
| 2025 | Lenzerheide | 42.         | 60.         | 51.         | –           | 4.          | –           | –           |

### Mistrzostwa świata juniorów
| Rok  | Miejscowość  | Konkurencje | Konkurencje | Konkurencje | Konkurencje | Konkurencje | Konkurencje | Konkurencje |
| Rok  | Miejscowość  | IN          | SP          | PU          | MS          | RL          | MR          | SR          |
| ---- | ------------ | ----------- | ----------- | ----------- | ----------- | ----------- | ----------- | ----------- |
| 2017 | Osrblie      | 73.         | 70.         | –           | nd.         | 16.         | nd.         | nd.         |
| 2018 | Otepää       | 52.         | 66.         | –           | nd.         | 13.         | nd.         | nd.         |
| 2019 | Osrblie      | 78.         | 52.         | 54.         | nd.         | 14.         | nd.         | nd.         |
| 2020 | Lenzerheide  | 93.         | DNF         | –           | nd.         | –           | nd.         | nd.         |
| 2021 | Obertilliach | 40.         | 26.         | 48.         | nd.         | 9.          | nd.         | nd.         |

### Puchar Świata

#### Miejsca w klasyfikacji generalnej
| Sezon     | Miejsce |
| --------- | ------- |
| 2022/2023 | -       |
| 2023/2024 | 62.     |
| 2024/2025 | 40.     |

#### Miejsca na podium – chronologicznie
Brandt nie stawał na podium indywidualnych zawodów PŚ.